# Irseer Pegasus
Der Irseer Pegasus ist eine jährlich im Januar im Kloster Irsee stattfindende Literaturveranstaltung der Regionalgruppe Schwaben des Verbandes deutscher Schriftstellerinnen und Schriftsteller (VS) und der Schwabenakademie Irsee. Das Autorentreffen fördert die Begegnung und Diskussion innerhalb eines Workshops von Schriftstellern aus den Bereichen der fiktiven Prosa, Lyrik und Essayistik. Gemeinsame Texterörterung und das Literaturfachgespräch sowie eine Literaturpreisvergabe stehen im Mittelpunkt des Autorentreffens. 

## Teilnahmevoraussetzungen
Die Autoren sollten wenigstens eine selbständige Buchveröffentlichung (nicht im Eigenverlag) nachweisen oder vergleichbare Veröffentlichungen vorlegen können. Bewerbungen müssen bis spätestens Ende Oktober des Vorjahres eingereicht werden. Eine Jury bewertet die eingereichten Texte, die sich in höchstens 15 Minuten vorlesen lassen müssen.
Jurymitglieder sind: 
- Ulrike Draesner, Autorin und Übersetzerin
- Sylvia Heudecker, Studienleiterin der Schwabenakademie Irsee
- Thomas Kraft, Autor und Herausgeber, Vorsitzender des Verbands Deutscher Schriftsteller (VS) in Bayern
- Markus Orths, Schriftsteller

Frühere Jurymitglieder waren unter anderen Rainer Jehl, Fritz Reutemann, Eva Leipprand und Rainer Wochele.
Für die zugelassenen Autoren ist die Teilnahme am Autorenworkshop sowie an den Veranstaltungen des Rahmenprogramms kostenfrei. Sie schließt zudem zwei Übernachtungen inklusive Vollpension ein. Somit stellt die Zulassung zu Workshop und Wettbewerb auch schon eine Art vorgelagerte Auszeichnung dar.

## Preise und Preisvergabe
Eine Besonderheit dieses Autorentreffens besteht in der Tatsache, dass die an dem Workshop teilnehmenden Autoren einen der beiden mit 1000 € dotierten Preise selbst vergeben. 
Eine Teilnahme am Workshop und Preisvergabe ist bis zu dreimal möglich, wobei Preisträger nicht erneut zugelassen werden. Der Preis gilt als Nachwuchspreis und wird von der Fachöffentlichkeit wahrgenommen: viele der Autoren haben später weitere, zum Teil bedeutende Preise, wie den Feldkircher oder den Dresdner Lyrikpreis erhalten.

## Veröffentlichungen
2008 wurde zum 10-jährigen Jubiläum des Irseer Pegasus eine Anthologie mit ausgewählten Texten des Workshops herausgegeben. Luft unter den Flügeln erschien bei Klöpfer & Meyer und wurde unter anderem mit einer Lesung in Bregenz präsentiert.

## Preisträger
- 1999: Ernst T. Mader, Peter Dempf, Rainer Wochele
- 2000: Stefan Monhardt, Bernhard Setzwein, Felicitas Andresen-Kohring
- 2001: Max Sessner, Birgit Wiesner, Arwed Vogel
- 2002: Markus Orths, Sylvie Gonsolin-Schenk, Nadja Sennewald
- 2003: Hellmut Seiler, Volker Demuth, Jürgen-Thomas Ernst
- 2004: Kai Weyand, Werner Baur, Peter Blickle
- 2005: Ria Neumann, Wolfgang Sréter, Ferdinand Scholz
- 2006: Carl-Christian Elze, Ralph Grüneberger, Silke Knäpper, Walle Sayer
- 2007: Christoph Schwarz, Nathalie Schmid, Hartwig Mauritz, Jörg Neugebauer
- 2008: Martin Strauß, Konrad Roenne, Dominik Dombrowski, Jutta Reichelt
- 2009: Armin Steigenberger, Inka Kleinke-Bialy, Anja Kampmann, Hedy Sadoc
- 2010: Thilo Krause, Carmen Kotarski, Anke Laufer, Axel Görlach, Robert Blunder
- 2011: Silke Heimes, Thomas Josef Wehlim, Thomas Steiner, Norbert Mayer
- 2012: Manuela Bibrach, Moritz Heger, Maya Rinderer, Ludwig Rapp
- 2013: Harald Jöllinger, Kerstin Becker, Helmut Glatz, Daniel Ableev
- 2014: Birgit Kreipe, Gertraud Klemm, Ulrike Schäfer
- 2015: Birgit Birnbacher, Ulrich Effenhauser
- 2016: Adi Traar, Michael Lichtwarck-Aschoff
- 2017: Kai Bleifuß, David Krause
- 2018: Martin Piekar, Mario Schlembach
- 2019: Peter Zimmermann[5]
- 2020: Ilija Matusko

## Gastautoren
- 2000: Ulrike Längle
- 2001: Anna Mitgutsch
- 2002: Andreas Maier
- 2003: Angela Krauß
- 2007: Angelika Overath
- 2008: Gert Heidenreich
- 2009: Karl-Heinz Ott
- 2010: Matthias Politycki
- 2011: Dagmar Leupold
- 2012: Thomas Lehr
- 2013: Ulrich Ritzel